# Campionato del mondo endurance 2019-2020
La stagione 2019-2020 del campionato del mondo endurance è stata l'ottava stagione del campionato organizzato congiuntamente dalla FIA e dall'ACO. Sono ammessi prototipi e vetture Gran Turismo, divisi in quattro classi. La stagione è iniziata con la 6 Ore di Silverstone il 1º settembre 2019 ed è terminata con la 8 ore del Bahrain il 14 novembre 2020.

## Calendario
La FIA e l'ACO hanno annunciato un programma provvisorio durante la 6 ore di Silverstone del 2018 che prevedeva otto eventi nell'arco di dieci mesi. Il calendario presentava tutti gli eventi della stagione precedente, nonché il ritorno di una gara sul circuito del Bahrain che non era nel calendario 2018-2019 e ad Interlagos che aveva ospitato un evento WEC nel 2014. Tuttavia, la durata della maggior parte degli eventi è stata modificata, allontanandosi dal tradizionale formato di sei ore utilizzato nelle stagioni precedenti. Sebring rimane una gara di otto ore ed è affiancato dal Bahrain, mentre Silverstone e Shanghai sono abbreviati in eventi di quattro ore.
Il 2 dicembre 2019 viene annunciata la cancellazione della 6 Ore di São Paulo a causa di problemi tra la WEC e il promotore locale, la gara sarà sostituita dalla 6 ore del Circuito delle Americhe. La gara è stata fissata per il 22-23 febbraio per non scontrarsi con il Super Bowl LIV che si svolge il primo fine settimana di febbraio e per evitare una sovrapposizione con la gara di Formula E del 14-15 febbraio in Messico. Durante il weekend di gara della 1000 Miglia di Sebring, l'A.C.O. e FIA ne confermarono la cancellazione a causa della pandemia di Coronavirus e lo svolgimento a porte chiuse della 24 Ore di Le Mans che a causa degl'eccessivi contagi in Francia la gara venne svolta come gran premio E-Sport e il rinvio con la gara ufficiale a porte chiuse il 19 e 20 settembre. Alla 6 Ore di Spa (anche lei rinviata), le 2 federazioni che controllano il mondiale endurance hanno indetto un'altra 8 Ore del Bahrain per arrivare a 8 round stagionali e chiudere la season 7
| Gara | Evento                            | Circuito                      | Sede        | Data                 |
| ---- | --------------------------------- | ----------------------------- | ----------- | -------------------- |
| 1    | 4 Ore di Silverstone              | Circuito di Silverstone       | Silverstone | 1º settembre 2019    |
| 2    | 6 Ore del Fuji                    | Circuito del Fuji             | Oyama       | 6 ottobre 2019       |
| 3    | 4 Ore di Shanghai                 | Circuito di Shanghai          | Shanghai    | 10 novembre 2019     |
| 4    | 8 Ore del Bahrain                 | Bahrain International Circuit | Sakhir      | 14 dicembre 2019     |
| 5    | 6 Ore del Circuito delle Americhe | Circuito delle Americhe       | Austin      | 23 febbraio 2020     |
| 6    | 6 Ore di Spa-Francorchamps        | Circuito di Spa-Francorchamps | Spa         | 15 agosto 2020       |
| 7    | 24 Ore di Le Mans                 | Circuit de la Sarthe          | Le Mans     | 19-20 settembre 2020 |
| 8    | 8 ore del Bahrain                 | Bahrain International Circuit | Sakhir      | 14 novembre 2020     |

### Gara cancellata a causa della pandemia da coronavirus
| Gara | Evento                 | Circuito            | Sede    | Data          |
| ---- | ---------------------- | ------------------- | ------- | ------------- |
|      | 1000 Miglia di Sebring | Circuito di Sebring | Sebring | 20 marzo 2020 |

## Scuderie e piloti

### Classe LMP1
| Scuderia            | Vettura             | Motore                  | Ibrida            | Pneumatici | #                 | Piloti           | Gare  |
| ------------------- | ------------------- | ----------------------- | ----------------- | ---------- | ----------------- | ---------------- | ----- |
| Rebellion Racing    | Rebellion R13       | Gibson GL458 4.5 L V8   |                   | M          | 1                 | Gustavo Menezes  | 1–7   |
| Rebellion Racing    | Rebellion R13       | Gibson GL458 4.5 L V8   | Norman Nato       | M          | 1                 | 1–7              |       |
| Rebellion Racing    | Rebellion R13       | Gibson GL458 4.5 L V8   | Bruno Senna       | M          | 1                 | 1–7              |       |
| Rebellion Racing    | Rebellion R13       | Gibson GL458 4.5 L V8   | 3                 | M          | Nathanaël Berthon | 1, 7             |       |
| Rebellion Racing    | Rebellion R13       | Gibson GL458 4.5 L V8   | 3                 | M          | Pipo Derani       | 1                |       |
| Rebellion Racing    | Rebellion R13       | Gibson GL458 4.5 L V8   | 3                 | M          | Loïc Duval        | 1                |       |
| Rebellion Racing    | Rebellion R13       | Gibson GL458 4.5 L V8   | 3                 | M          | Louis Delétraz    | 7                |       |
| Rebellion Racing    | Rebellion R13       | Gibson GL458 4.5 L V8   | 3                 | M          | Romain Dumas      | 7                |       |
| Team LNT            | Ginetta G60-LT-P1   | AER P60C 2.4 L Turbo V6 |                   | M          | 5                 | Ben Hanley       | 1–4   |
| Team LNT            | Ginetta G60-LT-P1   | AER P60C 2.4 L Turbo V6 | Egor Orudzhev     | M          | 5                 | 1–3              |       |
| Team LNT            | Ginetta G60-LT-P1   | AER P60C 2.4 L Turbo V6 | Charlie Robertson | M          | 5                 | 1, 4             |       |
| Team LNT            | Ginetta G60-LT-P1   | AER P60C 2.4 L Turbo V6 | Luca Ghiotto      | M          | 5                 | 2                |       |
| Team LNT            | Ginetta G60-LT-P1   | AER P60C 2.4 L Turbo V6 | Jordan King       | M          | 5                 | 3-4              |       |
| Team LNT            | Ginetta G60-LT-P1   | AER P60C 2.4 L Turbo V6 | 6                 | M          | Oliver Jarvis     | 1                |       |
| Team LNT            | Ginetta G60-LT-P1   | AER P60C 2.4 L Turbo V6 | 6                 | M          | Michael Simpson   | 1–4              |       |
| Team LNT            | Ginetta G60-LT-P1   | AER P60C 2.4 L Turbo V6 | 6                 | M          | Guy Smith         | 1–4              |       |
| Team LNT            | Ginetta G60-LT-P1   | AER P60C 2.4 L Turbo V6 | 6                 | M          | Charlie Robertson | 2–3              |       |
| Team LNT            | Ginetta G60-LT-P1   | AER P60C 2.4 L Turbo V6 | 6                 | M          | Chris Dyson       | 4                |       |
| Toyota Gazoo Racing | Toyota TS050 Hybrid | Toyota 2.4 L Turbo V6   | Hybrid            | M          | 7                 | Mike Conway      | Tutte |
| Toyota Gazoo Racing | Toyota TS050 Hybrid | Toyota 2.4 L Turbo V6   | Hybrid            | M          | 7                 | Kamui Kobayashi  | Tutte |
| Toyota Gazoo Racing | Toyota TS050 Hybrid | Toyota 2.4 L Turbo V6   | Hybrid            | M          | 7                 | José María López | Tutte |
| Toyota Gazoo Racing | Toyota TS050 Hybrid | Toyota 2.4 L Turbo V6   | Hybrid            | M          | 8                 | Sébastien Buemi  | Tutte |
| Toyota Gazoo Racing | Toyota TS050 Hybrid | Toyota 2.4 L Turbo V6   | Hybrid            | M          | 8                 | Brendon Hartley  | Tutte |
| Toyota Gazoo Racing | Toyota TS050 Hybrid | Toyota 2.4 L Turbo V6   | Hybrid            | M          | 8                 | Kazuki Nakajima  | Tutte |

### Classe LMP2
In accordo con il regolamento della classe LMP2, tutte le vetture useranno motori Gibson GK428 4.2 L V8.
| Scuderia              | Vettura      | Pneumatici | #  | Piloti                 | Gare     |
| --------------------- | ------------ | ---------- | -- | ---------------------- | -------- |
| United Autosports     | Oreca 07     | M          | 22 | Filipe Albuquerque     | Tutte    |
| United Autosports     | Oreca 07     | M          | 22 | Philip Hanson          | Tutte    |
| United Autosports     | Oreca 07     | M          | 22 | Paul di Resta          | 1, 3–8   |
| United Autosports     | Oreca 07     | M          | 22 | Oliver Jarvis          | 2        |
| Racing Team Nederland | Oreca 07     | M          | 29 | Giedo van der Garde    | Tutte    |
| Racing Team Nederland | Oreca 07     | M          | 29 | Frits van Eerd         | Tutte    |
| Racing Team Nederland | Oreca 07     | M          | 29 | Job van Uitert         | 1, 6     |
| Racing Team Nederland | Oreca 07     | M          | 29 | Nyck de Vries          | 2–5, 7-8 |
| High Class Racing     | Oreca 07     | G          | 33 | Anders Fjordbach       | 1–7      |
| High Class Racing     | Oreca 07     | G          | 33 | Mark Patterson         | 1–7      |
| High Class Racing     | Oreca 07     | G          | 33 | Kenta Yamashita        | 1–7      |
| Signatech Alpine Elf  | Alpine A470  | M          | 36 | Thomas Laurent         | Tutte    |
| Signatech Alpine Elf  | Alpine A470  | M          | 36 | André Negrão           | Tutte    |
| Signatech Alpine Elf  | Alpine A470  | M          | 36 | Pierre Ragues          | Tutte    |
| Jackie Chan DC Racing | Oreca 07     | G          | 37 | Gabriel Aubry          | 1–5, 7-8 |
| Jackie Chan DC Racing | Oreca 07     | G          | 37 | Will Stevens           | Tutte    |
| Jackie Chan DC Racing | Oreca 07     | G          | 37 | Ho-Pin Tung            | Tutte    |
| Jackie Chan DC Racing | Oreca 07     | G          | 37 | Ryan Cullen            | 6        |
| Jota Sport            | Oreca 07     | G          | 38 | António Félix da Costa | Tutte    |
| Jota Sport            | Oreca 07     | G          | 38 | Roberto González       | Tutte    |
| Jota Sport            | Oreca 07     | G          | 38 | Anthony Davidson       | 2-8      |
| Cool Racing           | Oreca 07     | M          | 42 | Antonin Borga          | 1–7      |
| Cool Racing           | Oreca 07     | M          | 42 | Nicolas Lapierre       | 1–7      |
| Cool Racing           | Oreca 07     | M          | 42 | Alexandre Coigny       | 2–7      |
| Cetilar Racing        | Dallara P217 | M          | 47 | Andrea Belicchi        | Tutte    |
| Cetilar Racing        | Dallara P217 | M          | 47 | Roberto Lacorte        | Tutte    |
| Cetilar Racing        | Dallara P217 | M          | 47 | Giorgio Sernagiotto    | Tutte    |

### Classe LMGTE Pro
| Scuderia            | Vettura                  | Motore                        | Pneumatici | #  | Piloti                | Gare  |
| ------------------- | ------------------------ | ----------------------------- | ---------- | -- | --------------------- | ----- |
| AF Corse            | Ferrari 488 GTE Evo      | Ferrari F154CB 3.9 L Turbo V8 | M          | 51 | James Calado          | Tutte |
| AF Corse            | Ferrari 488 GTE Evo      | Ferrari F154CB 3.9 L Turbo V8 | M          | 51 | Alessandro Pier Guidi | 1–7   |
| AF Corse            | Ferrari 488 GTE Evo      | Ferrari F154CB 3.9 L Turbo V8 | M          | 51 | Daniel Serra          | 7-8   |
| AF Corse            | Ferrari 488 GTE Evo      | Ferrari F154CB 3.9 L Turbo V8 | M          | 71 | Miguel Molina         | Tutte |
| AF Corse            | Ferrari 488 GTE Evo      | Ferrari F154CB 3.9 L Turbo V8 | M          | 71 | Davide Rigon          | Tutte |
| AF Corse            | Ferrari 488 GTE Evo      | Ferrari F154CB 3.9 L Turbo V8 | M          | 71 | Sam Bird              | 7     |
| Porsche GT Team     | Porsche 911 RSR-19       | Porsche 4.2 L Flat-6          | M          | 91 | Gianmaria Bruni       | Tutte |
| Porsche GT Team     | Porsche 911 RSR-19       | Porsche 4.2 L Flat-6          | M          | 91 | Richard Lietz         | Tutte |
| Porsche GT Team     | Porsche 911 RSR-19       | Porsche 4.2 L Flat-6          | M          | 91 | Frédéric Makowiecki   | 7     |
| Porsche GT Team     | Porsche 911 RSR-19       | Porsche 4.2 L Flat-6          | M          | 92 | Michael Christensen   | Tutte |
| Porsche GT Team     | Porsche 911 RSR-19       | Porsche 4.2 L Flat-6          | M          | 92 | Kévin Estre           | Tutte |
| Porsche GT Team     | Porsche 911 RSR-19       | Porsche 4.2 L Flat-6          | M          | 92 | Laurens Vanthoor      | 7     |
| Aston Martin Racing | Aston Martin Vantage AMR | Aston Martin 4.0 L Turbo V8   | M          | 95 | Marco Sørensen        | Tutte |
| Aston Martin Racing | Aston Martin Vantage AMR | Aston Martin 4.0 L Turbo V8   | M          | 95 | Nicki Thiim           | Tutte |
| Aston Martin Racing | Aston Martin Vantage AMR | Aston Martin 4.0 L Turbo V8   | M          | 95 | Richard Westbrook     | 7     |
| Aston Martin Racing | Aston Martin Vantage AMR | Aston Martin 4.0 L Turbo V8   | M          | 97 | Alex Lynn             | 1-7   |
| Aston Martin Racing | Aston Martin Vantage AMR | Aston Martin 4.0 L Turbo V8   | M          | 97 | Maxime Martin         | Tutte |
| Aston Martin Racing | Aston Martin Vantage AMR | Aston Martin 4.0 L Turbo V8   | M          | 97 | Harry Tincknell       | 7     |
| Aston Martin Racing | Aston Martin Vantage AMR | Aston Martin 4.0 L Turbo V8   | M          | 97 | Richard Westbrook     | 8     |

### Classe LMGTE Am
| Scuderia              | Vettura                  | Motore                        | Pneumatici | #  | Piloti                   | Gare      |
| --------------------- | ------------------------ | ----------------------------- | ---------- | -- | ------------------------ | --------- |
| AF Corse              | Ferrari 488 GTE Evo      | Ferrari F154CB 3.9 L Turbo V8 | M          | 54 | Francesco Castellacci    | Tutte     |
| AF Corse              | Ferrari 488 GTE Evo      | Ferrari F154CB 3.9 L Turbo V8 | M          | 54 | Giancarlo Fisichella     | Tutte     |
| AF Corse              | Ferrari 488 GTE Evo      | Ferrari F154CB 3.9 L Turbo V8 | M          | 54 | Thomas Flohr             | Tutte     |
| AF Corse              | Ferrari 488 GTE Evo      | Ferrari F154CB 3.9 L Turbo V8 | M          | 83 | Emmanuel Collard         | Tutte     |
| AF Corse              | Ferrari 488 GTE Evo      | Ferrari F154CB 3.9 L Turbo V8 | M          | 83 | Nicklas Nielsen          | Tutte     |
| AF Corse              | Ferrari 488 GTE Evo      | Ferrari F154CB 3.9 L Turbo V8 | M          | 83 | François Perrodo         | Tutte     |
| Team Project 1        | Porsche 911 RSR          | Porsche 4.0 L Flat-6          | M          | 56 | Matteo Cairoli           | 1–7       |
| Team Project 1        | Porsche 911 RSR          | Porsche 4.0 L Flat-6          | M          | 56 | Egidio Perfetti          | Tutte     |
| Team Project 1        | Porsche 911 RSR          | Porsche 4.0 L Flat-6          | M          | 56 | David Kolkmann           | 1         |
| Team Project 1        | Porsche 911 RSR          | Porsche 4.0 L Flat-6          | M          | 56 | David Heinemeier Hansson | 2–4       |
| Team Project 1        | Porsche 911 RSR          | Porsche 4.0 L Flat-6          | M          | 56 | Laurents Hörr            | 5–6       |
| Team Project 1        | Porsche 911 RSR          | Porsche 4.0 L Flat-6          | M          | 56 | Larry ten Voorde         | 7–8       |
| Team Project 1        | Porsche 911 RSR          | Porsche 4.0 L Flat-6          | M          | 56 | Jörg Bergmeister         | 8         |
| Team Project 1        | Porsche 911 RSR          | Porsche 4.0 L Flat-6          | M          | 57 | Jeroen Bleekemolen       | Tutte     |
| Team Project 1        | Porsche 911 RSR          | Porsche 4.0 L Flat-6          | M          | 57 | Ben Keating              | Tutte     |
| Team Project 1        | Porsche 911 RSR          | Porsche 4.0 L Flat-6          | M          | 57 | Felipe Fraga             | 1–2, 5-7  |
| Team Project 1        | Porsche 911 RSR          | Porsche 4.0 L Flat-6          | M          | 57 | Larry ten Voorde         | 3–4       |
| Team Project 1        | Porsche 911 RSR          | Porsche 4.0 L Flat-6          | M          | 57 | Dylan Pereira            | 8         |
| Red River Sport       | Ferrari 488 GTE Evo      | Ferrari F154CB 3.9 L Turbo V8 | M          | 62 | Bonamy Grimes            | Tutte     |
| Red River Sport       | Ferrari 488 GTE Evo      | Ferrari F154CB 3.9 L Turbo V8 | M          | 62 | Charles Hollings         | 1–7       |
| Red River Sport       | Ferrari 488 GTE Evo      | Ferrari F154CB 3.9 L Turbo V8 | M          | 62 | Johnny Mowlem            | 1–7       |
| Red River Sport       | Ferrari 488 GTE Evo      | Ferrari F154CB 3.9 L Turbo V8 | M          | 62 | Kei Cozzolino            | 8         |
| Red River Sport       | Ferrari 488 GTE Evo      | Ferrari F154CB 3.9 L Turbo V8 | M          | 62 | Colin Noble              | 8         |
| MR Racing             | Ferrari 488 GTE Evo      | Ferrari F154CB 3.9 L Turbo V8 | M          | 70 | Olivier Beretta          | 1–5       |
| MR Racing             | Ferrari 488 GTE Evo      | Ferrari F154CB 3.9 L Turbo V8 | M          | 70 | Kei Cozzolino            | 1–5, 7    |
| MR Racing             | Ferrari 488 GTE Evo      | Ferrari F154CB 3.9 L Turbo V8 | M          | 70 | Motoaki Ishikawa         | 1–5       |
| MR Racing             | Ferrari 488 GTE Evo      | Ferrari F154CB 3.9 L Turbo V8 | M          | 70 | Vincent Abril            | 7         |
| MR Racing             | Ferrari 488 GTE Evo      | Ferrari F154CB 3.9 L Turbo V8 | M          | 70 | Takeshi Kimura           | 7         |
| Dempsey-Proton Racing | Porsche 911 RSR          | Porsche 4.0 L Flat-6          | M          | 77 | Matt Campbell            | 1–7       |
| Dempsey-Proton Racing | Porsche 911 RSR          | Porsche 4.0 L Flat-6          | M          | 77 | Riccardo Pera            | Tutte     |
| Dempsey-Proton Racing | Porsche 911 RSR          | Porsche 4.0 L Flat-6          | M          | 77 | Christian Ried           | Tutte     |
| Dempsey-Proton Racing | Porsche 911 RSR          | Porsche 4.0 L Flat-6          | M          | 77 | Dennis Olsen             | 8         |
| Dempsey-Proton Racing | Porsche 911 RSR          | Porsche 4.0 L Flat-6          | M          | 88 | Thomas Preining          | 1–5, 7    |
| Dempsey-Proton Racing | Porsche 911 RSR          | Porsche 4.0 L Flat-6          | M          | 88 | Gianluca Giraudi         | 1, 6      |
| Dempsey-Proton Racing | Porsche 911 RSR          | Porsche 4.0 L Flat-6          | M          | 88 | Ricardo Sánchez          | 1, 6      |
| Dempsey-Proton Racing | Porsche 911 RSR          | Porsche 4.0 L Flat-6          | M          | 88 | Satoshi Hoshino          | 2         |
| Dempsey-Proton Racing | Porsche 911 RSR          | Porsche 4.0 L Flat-6          | M          | 88 | Adrien de Leener         | 2, 4-5, 7 |
| Dempsey-Proton Racing | Porsche 911 RSR          | Porsche 4.0 L Flat-6          | M          | 88 | Will Bamber              | 3         |
| Dempsey-Proton Racing | Porsche 911 RSR          | Porsche 4.0 L Flat-6          | M          | 88 | Angelo Negro             | 3         |
| Dempsey-Proton Racing | Porsche 911 RSR          | Porsche 4.0 L Flat-6          | M          | 88 | Khaled Al Qubaisi        | 4, 8      |
| Dempsey-Proton Racing | Porsche 911 RSR          | Porsche 4.0 L Flat-6          | M          | 88 | Bret Curtis              | 5         |
| Dempsey-Proton Racing | Porsche 911 RSR          | Porsche 4.0 L Flat-6          | M          | 88 | Lucas Légeret            | 6         |
| Dempsey-Proton Racing | Porsche 911 RSR          | Porsche 4.0 L Flat-6          | M          | 88 | Dominique Bastien        | 7         |
| Dempsey-Proton Racing | Porsche 911 RSR          | Porsche 4.0 L Flat-6          | M          | 88 | Marco Holzer             | 8         |
| Dempsey-Proton Racing | Porsche 911 RSR          | Porsche 4.0 L Flat-6          | M          | 88 | Jaxon Evans              | 8         |
| Gulf Racing           | Porsche 911 RSR          | Porsche 4.0 L Flat-6          | M          | 86 | Ben Barker               | Tutte     |
| Gulf Racing           | Porsche 911 RSR          | Porsche 4.0 L Flat-6          | M          | 86 | Michael Wainwright       | Tutte     |
| Gulf Racing           | Porsche 911 RSR          | Porsche 4.0 L Flat-6          | M          | 86 | Andrew Watson            | 1–7       |
| Gulf Racing           | Porsche 911 RSR          | Porsche 4.0 L Flat-6          | M          | 86 | Alessio Picariello       | 8         |
| TF Sport              | Aston Martin Vantage AMR | Aston Martin 4.0 L Turbo V8   | M          | 90 | Jonathan Adam            | Tutte     |
| TF Sport              | Aston Martin Vantage AMR | Aston Martin 4.0 L Turbo V8   | M          | 90 | Charlie Eastwood         | Tutte     |
| TF Sport              | Aston Martin Vantage AMR | Aston Martin 4.0 L Turbo V8   | M          | 90 | Salih Yoluç              | Tutte     |
| Aston Martin Racing   | Aston Martin Vantage AMR | Aston Martin 4.0 L Turbo V8   | M          | 98 | Paul Dalla Lana          | Tutte     |
| Aston Martin Racing   | Aston Martin Vantage AMR | Aston Martin 4.0 L Turbo V8   | M          | 98 | Darren Turner            | 1–5       |
| Aston Martin Racing   | Aston Martin Vantage AMR | Aston Martin 4.0 L Turbo V8   | M          | 98 | Ross Gunn                | Tutte     |
| Aston Martin Racing   | Aston Martin Vantage AMR | Aston Martin 4.0 L Turbo V8   | M          | 98 | Augusto Farfus           | 6-7       |
| Aston Martin Racing   | Aston Martin Vantage AMR | Aston Martin 4.0 L Turbo V8   | M          | 98 | Pedro Lamy               | 8         |

## Risultati e classifiche

### Risultati
La vettura con il punteggio più alto iscritta al World Endurance Championship è elencato di seguito. Vetture con iscrizione ad invito potrebbero aver terminato una gara davanti a vetture iscritte al WEC in alcune gare.
| Gara | Evento                            | Circuito                      | Vincitore LMP1                                  | Vincitore LMP2                                           | Vincitore LMGTE Pro                     | Vincitore LMGTE Am                                | Resoconto |
| ---- | --------------------------------- | ----------------------------- | ----------------------------------------------- | -------------------------------------------------------- | --------------------------------------- | ------------------------------------------------- | --------- |
| 1    | 4 Ore di Silverstone              | Circuito di Silverstone       | No. 7 Toyota Gazoo Racing                       | No. 42 Cool Racing                                       | No. 91 Porsche GT Team                  | No. 83 AF Corse                                   | Resoconto |
| 1    | 4 Ore di Silverstone              | Circuito di Silverstone       | Mike Conway Kamui Kobayashi José María López    | Antonin Borga Nicolas Lapierre                           | Gianmaria Bruni Richard Lietz           | Emmanuel Collard Nicklas Nielsen François Perrodo | Resoconto |
| 2    | 6 Ore del Fuji                    | Circuito del Fuji             | No. 8 Toyota Gazoo Racing                       | No. 29 Racing Team Nederland                             | No. 95 Aston Martin Racing              | No. 90 TF Sport                                   | Resoconto |
| 2    | 6 Ore del Fuji                    | Circuito del Fuji             | Sébastien Buemi Brendon Hartley Kazuki Nakajima | Nyck de Vries Giedo van der Garde Frits van Eerd         | Marco Sørensen Nicki Thiim              | Jonathan Adam Charlie Eastwood Salih Yoluç        | Resoconto |
| 3    | 4 Ore di Shanghai                 | Circuito di Shanghai          | No. 1 Rebellion Racing                          | No. 38 Jota Sport                                        | No. 51 AF Corse                         | No. 90 TF Sport                                   | Resoconto |
| 3    | 4 Ore di Shanghai                 | Circuito di Shanghai          | Gustavo Menezes Norman Nato Bruno Senna         | António Félix da Costa Anthony Davidson Roberto González | James Calado Alessandro Pier Guidi      | Jonathan Adam Charlie Eastwood Salih Yoluç        | Resoconto |
| 4    | 8 Ore del Bahrain                 | Bahrain International Circuit | No. 7 Toyota Gazoo Racing                       | No. 22 United Autosports                                 | No. 95 Aston Martin Racing              | No. 57 Team Project 1                             | Resoconto |
| 4    | 8 Ore del Bahrain                 | Bahrain International Circuit | Mike Conway Kamui Kobayashi José María López    | Filipe Albuquerque Philip Hanson Paul di Resta           | Marco Sørensen Nicki Thiim              | Jeroen Bleekemolen Ben Keating Larry ten Voorde   | Resoconto |
| 5    | 6 Ore del Circuito delle Americhe | Circuito delle Americhe       | No. 1 Rebellion Racing                          | No. 22 United Autosports                                 | No. 95 Aston Martin Racing              | No. 90 TF Sport                                   | Resoconto |
| 5    | 6 Ore del Circuito delle Americhe | Circuito delle Americhe       | Gustavo Menezes Norman Nato Bruno Senna         | Filipe Albuquerque Philip Hanson Paul di Resta           | Marco Sørensen Nicki Thiim              | Jonathan Adam Charlie Eastwood Salih Yoluç        | Resoconto |
| 6    | 6 Ore di Spa-Francorchamps        | Circuito di Spa-Francorchamps | No. 7 Toyota Gazoo Racing                       | No. 22 United Autosports                                 | No. 92 Porsche GT Team                  | No. 83 AF Corse                                   | Resoconto |
| 6    | 6 Ore di Spa-Francorchamps        | Circuito di Spa-Francorchamps | Mike Conway Kamui Kobayashi José María López    | Filipe Albuquerque Philip Hanson Paul di Resta           | Michael Christensen Kévin Estre         | Emmanuel Collard Nicklas Nielsen François Perrodo | Resoconto |
| 7    | 24 Ore di Le Mans                 | Circuit de la Sarthe          | No. 8 Toyota Gazoo Racing                       | No. 22 United Autosports                                 | No. 97 Aston Martin Racing              | No. 90 TF Sport                                   | Resoconto |
| 7    | 24 Ore di Le Mans                 | Circuit de la Sarthe          | Sébastien Buemi Brendon Hartley Kazuki Nakajima | Filipe Albuquerque Philip Hanson Paul di Resta           | Alex Lynn Maxime Martin Harry Tincknell | Jonathan Adam Charlie Eastwood Salih Yoluç        | Resoconto |
| 8    | 8 Ore del Bahrain                 | Bahrain International Circuit | No. 7 Toyota Gazoo Racing                       | No.37 Jackie Chan DC Racing                              | No.92 Porsche GT Team                   | No.56 Porsche GT Team                             | Resoconto |
| 8    | 8 Ore del Bahrain                 | Bahrain International Circuit | Mike Conway Kamui Kobayashi José María López    | Gabriel Aubry Will Stevens Ho-Pin Tung                   | Michael Christensen Kévin Estre         | Jörg Bergmeister Egidio Perfetti Larry ten Voorde | Resoconto |

### Campionato piloti
Vengono assegnati quattro titoli ai piloti, due danno lo status di campione mondiale. Il Campionato mondiale piloti Endurance LMP è riservato ai piloti LMP1 e LMP2 mentre il Campionato mondiale piloti Endurance GTE è disponibile per piloti delle categorie LMGTE Pro e AM. I trofei FIA Endurance sono assegnati in LMP2 e in LMGTE Am.
Una vettura deve completare il 70% della distanza complessiva di gara della vettura vincente al fine di guadagnare punti campionato. Un singolo punto bonus è assegnato alla squadra e a tutti i piloti che ottengono la pole position per ogni categoria nelle qualifiche. Inoltre, una vettura deve completare due giri in condizioni di bandiera verde affinché le vengono assegnati punti.
| Gara      | 1º | 2º | 3º | 4º | 5º | 6º | 7º | 8º | 9º | 10º | Oltre 10º | Pole |
| --------- | -- | -- | -- | -- | -- | -- | -- | -- | -- | --- | --------- | ---- |
| 1–3, 5, 7 | 25 | 18 | 15 | 12 | 10 | 8  | 6  | 4  | 2  | 1   | 0.5       | 1    |
| 4, 6      | 38 | 27 | 23 | 18 | 15 | 12 | 9  | 6  | 3  | 2   | 1         | 1    |
| 8         | 50 | 36 | 30 | 24 | 20 | 16 | 12 | 8  | 4  | 2   | 1         | 1    |

Grassetto - Pole position

#### Campionato piloti LMP
| Posizione | Pilota                 | Team                  | SIL | FUJ | SHA | BHR | COA | SPA | LMS | BHR | Punti |
| --------- | ---------------------- | --------------------- | --- | --- | --- | --- | --- | --- | --- | --- | ----- |
| 1         | Mike Conway            | Toyota Gazoo Racing   | 1   | 2   | 3   | 1   | 3   | 1   | 3   | 1   | 207   |
| 1         | Kamui Kobayashi        | Toyota Gazoo Racing   | 1   | 2   | 3   | 1   | 3   | 1   | 3   | 1   | 207   |
| 1         | José María López       | Toyota Gazoo Racing   | 1   | 2   | 3   | 1   | 3   | 1   | 3   | 1   | 207   |
| 2         | Sébastien Buemi        | Toyota Gazoo Racing   | 2   | 1   | 2   | 2   | 2   | 2   | 1   | 2   | 202   |
| 2         | Brendon Hartley        | Toyota Gazoo Racing   | 2   | 1   | 2   | 2   | 2   | 2   | 1   | 2   | 202   |
| 2         | Kazuki Nakajima        | Toyota Gazoo Racing   | 2   | 1   | 2   | 2   | 2   | 2   | 1   | 2   | 202   |
| 3         | Gustavo Menezes        | Rebellion Racing      | 9   | 3   | 1   | 3   | 1   | 3   | 2   |     | 145   |
| 3         | Norman Nato            | Rebellion Racing      | 9   | 3   | 1   | 3   | 1   | 3   | 2   |     | 145   |
| 3         | Bruno Senna            | Rebellion Racing      | 9   | 3   | 1   | 3   | 1   | 3   | 2   |     | 145   |
| 4         | Filipe Albuquerque     | United Autosports     | Rit | 6   | 8   | 4   | 4   | 4   | 4   | 6   | 90    |
| 4         | Philip Hanson          | United Autosports     | Rit | 6   | 8   | 4   | 4   | 4   | 4   | 6   | 90    |
| 5         | Paul di Resta          | United Autosports     | Rit |     | 8   | 4   | 4   | 4   | 4   | 6   | 82    |
| 6         | António Félix da Costa | Jota Sport            | 8   | SQ  | 6   | 5   | 6   | 7   | 5   | 4   | 79    |
| 6         | Roberto González       | Jota Sport            | 8   | SQ  | 6   | 5   | 6   | 7   | 5   | 4   | 79    |
| 7         | Anthony Davidson       | Jota Sport            |     | SQ  | 6   | 5   | 6   | 7   | 5   | 4   | 75    |
| 8         | Will Stevens           | Jackie Chan DC Racing | 7   | 5   | 7   | 6   | 5   | 9   | SQ  | 3   | 69    |
| 8         | Ho-Pin Tung            | Jackie Chan DC Racing | 7   | 5   | 7   | 6   | 5   | 9   | SQ  | 3   | 69    |
| 9         | Gabriel Aubry          | Jackie Chan DC Racing | 7   | 5   | 7   | 6   | 5   | WD  | SQ  | 3   | 67    |
| 10        | Giedo van der Garde    | Racing Team Nederland | 6   | 4   | 10  | 8   | 8   | 6   | 9   | 5   | 58    |
| 10        | Frits van Eerd         | Racing Team Nederland | 6   | 4   | 10  | 8   | 8   | 6   | 9   | 5   | 58    |
| 11        | Thomas Laurent         | Signatech Alpine Elf  | 5   | 10  | 9   | 7   | 9   | Rit | 6   | 7   | 49    |
| 11        | André Negrão           | Signatech Alpine Elf  | 5   | 10  | 9   | 7   | 9   | Rit | 6   | 7   | 49    |
| 11        | Pierre Ragues          | Signatech Alpine Elf  | 5   | 10  | 9   | 7   | 9   | Rit | 6   | 7   | 49    |
| 12        | Antonin Borga          | Cool Racing           | 4   | 8   | Rit | 9   | 7   | 5   | 7   |     | 47    |
| 12        | Nicolas Lapierre       | Cool Racing           | 4   | 8   | Rit | 9   | 7   | 5   | 7   |     | 47    |
| 13        | Nyck de Vries          | Racing Team Nederland |     | 4   | 10  | 8   | 8   |     | 9   | 5   | 42    |
| 14        | Alexandre Coigny       | Cool Racing           |     | 8   | Rit | 9   | 7   | 5   | 7   |     | 35    |
| 15        | Ben Hanley             | Team LNT              | 3   | 11  | 4   | Rit |     |     |     |     | 27.5  |
| 15        | Egor Orudzhev          | Team LNT              | 3   | 11  | 4   |     |     |     |     |     | 27.5  |
| 16        | Charlie Robertson      | Team LNT              | 3   | 9   | 5   | Rit |     |     |     |     | 27    |
| 17        | Andrea Belicchi        | Cetilar Racing        | 10  | 12  | 12  | 11  | 11  | 8   | 8   | 8   | 21.5  |
| 17        | Roberto Lacorte        | Cetilar Racing        | 10  | 12  | 12  | 11  | 11  | 8   | 8   | 8   | 21.5  |
| 17        | Giorgio Sernagiotto    | Cetilar Racing        | 10  | 12  | 12  | 11  | 11  | 8   | 8   | 8   | 21.5  |
| 18        | Job van Uitert         | Racing Team Nederland | 6   |     |     |     |     | 6   |     |     | 16    |
| 19        | Michael Simpson        | Team LNT              | 12  | 9   | 5   | Rit |     |     |     |     | 12.5  |
| 19        | Guy Smith              | Team LNT              | 12  | 9   | 5   | Rit |     |     |     |     | 12.5  |
| 20        | Jordan King            | Team LNT              |     |     | 4   | Rit |     |     |     |     | 12    |
| 21        | Anders Fjordbach       | High Class Racing     | 11  | 7   | 11  | 10  | 10  | 10  | Rit |     | 11    |
| 21        | Mark Patterson         | High Class Racing     | 11  | 7   | 11  | 10  | 10  | 10  | Rit |     | 11    |
| 21        | Kenta Yamashita        | High Class Racing     | 11  | 7   | 11  | 10  | 10  | 10  | Rit |     | 11    |
| 22        | Oliver Jarvis          | Team LNT              | 12  |     |     |     |     |     |     |     | 8.5   |
| 22        | Oliver Jarvis          | United Autosports     |     | 6   |     |     |     |     |     |     | 8.5   |
| 23        | Ryan Cullen            | Jackie Chan DC Racing |     |     |     |     |     | 9   |     |     | 2     |
| 24        | Luca Ghiotto           | Team LNT              |     | 11  |     |     |     |     |     |     | 0.5   |
|           | Chris Dyson            | Team LNT              |     |     |     | Rit |     |     |     |     | 0     |
| Posizione | Pilota                 | Team                  | SIL | FUJ | SHA | BHR | COA | SPA | LMS | BHR | Punti |

#### Campionato piloti GTE
Sono riportate le prime 25 posizioni. 
| Posizione | Pilota                | Team                  | SIL | FUJ | SHA | BHR | COA | SPA | LMS | BHR | Punti |
| --------- | --------------------- | --------------------- | --- | --- | --- | --- | --- | --- | --- | --- | ----- |
| 1         | Marco Sørensen        | Aston Martin Racing   | 5   | 1   | 5   | 1   | 1   | 2   | 3   | 5   | 172   |
| 1         | Nicki Thiim           | Aston Martin Racing   | 5   | 1   | 5   | 1   | 1   | 2   | 3   | 5   | 172   |
| 2         | Maxime Martin         | Aston Martin Racing   | 3   | 3   | 4   | 3   | 4   | 3   | 1   | 4   | 160   |
| 3         | Michael Christensen   | Porsche GT Team       | 2   | 2   | 2   | 7   | 2   | 1   | 11  | 1   | 148   |
| 3         | Kévin Estre           | Porsche GT Team       | 2   | 2   | 2   | 7   | 2   | 1   | 11  | 1   | 148   |
| 4         | Alex Lynn             | Aston Martin Racing   | 3   | 3   | 4   | 3   | 4   | 3   | 1   |     | 142   |
| 5         | James Calado          | AF Corse              | 4   | 4   | 1   | 4   | 3   | 4   | 2   | 12  | 132   |
| 6         | Alessandro Pier Guidi | AF Corse              | 4   | 4   | 1   | 4   | 3   | 4   | 2   |     | 131   |
| 7         | Gianmaria Bruni       | Porsche GT Team       | 1   | 6   | 3   | 5   | 8   | 5   | 9   | 2   | 111   |
| 7         | Richard Lietz         | Porsche GT Team       | 1   | 6   | 3   | 5   | 8   | 5   | 9   | 2   | 111   |
| 8         | Miguel Molina         | AF Corse              | Rit | 5   | 6   | 2   | 5   | 6   | NC  | 3   | 86    |
| 8         | Davide Rigon          | AF Corse              | Rit | 5   | 6   | 2   | 5   | 6   | NC  | 3   | 86    |
| 9         | Harry Tincknell       | Aston Martin Racing   |     |     |     |     |     |     | 1   |     | 50    |
| 10        | Richard Westbrook     | Aston Martin Racing   |     |     |     |     |     |     | 3   | 4   | 48    |
| 11        | Jonathan Adam         | TF Sport              | 12  | 7   | 7   | Rit | 6   | 9   | 4   | 14  | 47.5  |
| 11        | Charlie Eastwood      | TF Sport              | 12  | 7   | 7   | Rit | 6   | 9   | 4   | 14  | 47.5  |
| 11        | Salih Yoluç           | TF Sport              | 12  | 7   | 7   | Rit | 6   | 9   | 4   | 14  | 47.5  |
| 12        | Emmanuel Collard      | AF Corse              | 6   | 8   | 10  | 10  | 10  | 7   | 6   | 7   | 47    |
| 12        | Nicklas Nielsen       | AF Corse              | 6   | 8   | 10  | 10  | 10  | 7   | 6   | 7   | 47    |
| 12        | François Perrodo      | AF Corse              | 6   | 8   | 10  | 10  | 10  | 7   | 6   | 7   | 47    |
| 13        | Larry ten Voorde      | Team Project 1        |     |     | 8   | 6   |     |     | 7   | 6   | 40    |
| 14        | Daniel Serra          | AF Corse              |     |     |     |     |     |     | 2   | 12  | 37    |
| 15        | Egidio Perfetti       | Team Project 1        | 11  | 13  | 11  | 15  | 9   | 10  | 7   | 6   | 29.5  |
| 16        | Riccardo Pera         | Dempsey-Proton Racing | 10  | 11  | 17  | 12  | 11  | 8   | 5   | 13  | 28.5  |
| 16        | Christian Ried        | Dempsey-Proton Racing | 10  | 11  | 17  | 12  | 11  | 8   | 5   | 13  | 28.5  |
| 17        | Matt Campbell         | Dempsey-Proton Racing | 10  | 11  | 17  | 12  | 11  | 8   | 5   |     | 27.5  |
| 18        | Paul Dalla Lana       | Aston Martin Racing   | 7   | 17  | 9   | 8   | 7   | 15  | 10  | 15  | 24    |
| 18        | Ross Gunn             | Aston Martin Racing   | 7   | 17  | 9   | 8   | 7   | 15  | 10  | 15  | 24    |
| 19        | Jeroen Bleekemolen    | Team Project 1        | 15  | 9   | 8   | 6   | 17  | 12  | 13  | 11  | 21.5  |
| 19        | Ben Keating           | Team Project 1        | 15  | 9   | 8   | 6   | 17  | 12  | 13  | 11  | 21.5  |
| 20        | Darren Turner         | Aston Martin Racing   | 7   | 17  | 9   | 8   | 7   |     |     |     | 20.5  |
| 21        | Matteo Cairoli        | Team Project 1        | 11  | 13  | 11  | 15  | 9   | 10  | 7   |     | 17.5  |
| 22        | Ben Barker            | Gulf Racing           | 9   | 14  | 15  | 9   | 12  | 16  | 8   | 10  | 17    |
| 22        | Michael Wainwright    | Gulf Racing           | 9   | 14  | 15  | 9   | 12  | 16  | 8   | 10  | 17    |
| 23        | Andrew Watson         | Gulf Racing           | 9   | 14  | 15  | 9   | 12  | 16  | 8   |     | 15    |
| 24        | Jörg Bergmeister      | Team Project 1        |     |     |     |     |     |     |     | 6   | 12    |
| 25        | Kei Cozzolino         | MR Racing             | 8   | 10  | 13  | 13  | 16  |     | Rit |     | 8     |
| 25        | Kei Cozzolino         | Red River Sport       |     |     |     |     |     |     |     | 16  | 8     |
| Posizione | Pilota                | Team                  | SIL | FUJ | SHA | BHR | COA | SPA | LMS | BHR | Punti |

#### Trofeo endurance LMP2
| Posizione | Pilota                 | Team                  | SIL | FUJ | SHA | BHR | COA | SPA | LMS | BHR | Punti |
| --------- | ---------------------- | --------------------- | --- | --- | --- | --- | --- | --- | --- | --- | ----- |
| 1         | Filipe Albuquerque     | United Autosports     | Rit | 3   | 3   | 1   | 1   | 1   | 1   | 4   | 190   |
| 1         | Philip Hanson          | United Autosports     | Rit | 3   | 3   | 1   | 1   | 1   | 1   | 4   | 190   |
| 2         | Paul di Resta          | United Autosports     | Rit |     | 3   | 1   | 1   | 1   | 1   | 4   | 175   |
| 3         | António Félix da Costa | Jota Sport            | 5   | SQ  | 1   | 2   | 3   | 4   | 2   | 2   | 152   |
| 3         | Roberto González       | Jota Sport            | 5   | SQ  | 1   | 2   | 3   | 4   | 2   | 2   | 152   |
| 4         | Anthony Davidson       | Jota Sport            |     | SQ  | 1   | 2   | 3   | 4   | 2   | 2   | 142   |
| 5         | Will Stevens           | Jackie Chan DC Racing | 4   | 2   | 2   | 3   | 2   | 6   | SQ  | 1   | 136   |
| 5         | Ho-Pin Tung            | Jackie Chan DC Racing | 4   | 2   | 2   | 3   | 2   | 6   | SQ  | 1   | 136   |
| 6         | Giedo van der Garde    | Racing Team Nederland | 3   | 1   | 5   | 5   | 5   | 3   | 6   | 3   | 130   |
| 6         | Frits van Eerd         | Racing Team Nederland | 3   | 1   | 5   | 5   | 5   | 3   | 6   | 3   | 130   |
| 7         | Gabriel Aubry          | Jackie Chan DC Racing | 4   | 2   | 2   | 3   | 2   | WD  | SQ  | 1   | 128   |
| 8         | Thomas Laurent         | Signatech Alpine Elf  | 2   | 6   | 4   | 4   | 6   | Rit | 3   | 5   | 109   |
| 8         | André Negrão           | Signatech Alpine Elf  | 2   | 6   | 4   | 4   | 6   | Rit | 3   | 5   | 109   |
| 8         | Pierre Ragues          | Signatech Alpine Elf  | 2   | 6   | 4   | 4   | 6   | Rit | 3   | 5   | 109   |
| 9         | Antonin Borga          | Cool Racing           | 1   | 5   | Ret | 6   | 4   | 2   | 4   |     | 103   |
| 9         | Nicolas Lapierre       | Cool Racing           | 1   | 5   | Ret | 6   | 4   | 2   | 4   |     | 103   |
| 10        | Nyck de Vries          | Racing Team Nederland |     | 1   | 5   | 5   | 5   |     | 6   | 3   | 99    |
| 11        | Alexandre Coigny       | Cool Racing           | WD  | 5   | Ret | 6   | 4   | 2   | 4   |     | 78    |
| 12        | Andrea Belicchi        | Cetilar Racing        | 6   | 7   | 7   | 8   | 8   | 5   | 5   | 6   | 72    |
| 12        | Roberto Lacorte        | Cetilar Racing        | 6   | 7   | 7   | 8   | 8   | 5   | 5   | 6   | 72    |
| 12        | Giorgio Sernagiotto    | Cetilar Racing        | 6   | 7   | 7   | 8   | 8   | 5   | 5   | 6   | 72    |
| 13        | Anders Fjordbach       | High Class Racing     | 7   | 4   | 6   | 7   | 7   | 7   | Rit |     | 47    |
| 13        | Mark Patterson         | High Class Racing     | 7   | 4   | 6   | 7   | 7   | 7   | Rit |     | 47    |
| 13        | Kenta Yamashita        | High Class Racing     | 7   | 4   | 6   | 7   | 7   | 7   | Rit |     | 47    |
| 14        | Job van Uitert         | Racing Team Nederland | 3   |     |     |     |     | 3   |     |     | 31    |
| 15        | Oliver Jarvis          | United Autosports     |     | 3   |     |     |     |     |     |     | 15    |
| 16        | Ryan Cullen            | Jackie Chan DC Racing |     |     |     |     |     | 6   |     |     | 8     |
| Posizione | Pilota                 | Team                  | SIL | FUJ | SHA | BHR | COA | SPA | LMS | BHR | Punti |

#### Trofeo endurance GTE Am
Sono riportate le prime 25 posizioni.
| Posizione | Pilota                   | Team                  | SIL | FUJ | SHA | BHR | COA | SPA | LMS | BHR | Punti |
| --------- | ------------------------ | --------------------- | --- | --- | --- | --- | --- | --- | --- | --- | ----- |
| 1         | Emmanuel Collard         | AF Corse              | 1   | 2   | 4   | 4   | 4   | 1   | 3   | 2   | 167   |
| 1         | Nicklas Nielsen          | AF Corse              | 1   | 2   | 4   | 4   | 4   | 1   | 3   | 2   | 167   |
| 1         | François Perrodo         | AF Corse              | 1   | 2   | 4   | 4   | 4   | 1   | 3   | 2   | 167   |
| 2         | Jonathan Adam            | TF Sport              | 7   | 1   | 1   | Rit | 1   | 3   | 1   | 8   | 154   |
| 2         | Charlie Eastwood         | TF Sport              | 7   | 1   | 1   | Rit | 1   | 3   | 1   | 8   | 154   |
| 2         | Salih Yoluç              | TF Sport              | 7   | 1   | 1   | Rit | 1   | 3   | 1   | 8   | 154   |
| 3         | Larry ten Voorde         | Team Project 1        |     |     | 2   | 1   |     |     | 4   | 1   | 119   |
| 4         | Egidio Perfetti          | Team Project 1        | 6   | 7   | 5   | 9   | 3   | 4   | 4   | 1   | 118   |
| 5         | Riccardo Pera            | Dempsey-Proton Racing | 5   | 5   | 11  | 6   | 5   | 2   | 2   | 7   | 107.5 |
| 5         | Christian Ried           | Dempsey-Proton Racing | 5   | 5   | 11  | 6   | 5   | 2   | 2   | 7   | 107.5 |
| 6         | Jeroen Bleekemolen       | Team Project 1        | 10  | 3   | 2   | 1   | 11  | 6   | 8   | 6   | 101.5 |
| 6         | Ben Keating              | Team Project 1        | 10  | 3   | 2   | 1   | 11  | 6   | 8   | 6   | 101.5 |
| 7         | Paul Dalla Lana          | Aston Martin Racing   | 2   | 11  | 3   | 2   | 2   | 9   | 6   | 9   | 100.5 |
| 7         | Ross Gunn                | Aston Martin Racing   | 2   | 11  | 3   | 2   | 2   | 9   | 6   | 9   | 100.5 |
| 8         | Matt Campbell            | Dempsey-Proton Racing | 5   | 5   | 11  | 6   | 5   | 2   | 2   |     | 98.5  |
| 9         | Ben Barker               | Gulf Racing           | 4   | 8   | 9   | 3   | 6   | 10  | 5   | 5   | 85    |
| 9         | Michael Wainwright       | Gulf Racing           | 4   | 8   | 9   | 3   | 6   | 10  | 5   | 5   | 85    |
| 10        | Matteo Cairoli           | Team Project 1        | 6   | 7   | 5   | 9   | 3   | 4   | 4   |     | 80    |
| 11        | Darren Turner            | Aston Martin Racing   | 2   | 11  | 3   | 2   | 2   |     |     |     | 78.5  |
| 12        | Francesco Castellacci    | AF Corse              | 9   | 6   | 8   | 5   | 7   | 7   | 7   | 4   | 71    |
| 12        | Giancarlo Fisichella     | AF Corse              | 9   | 6   | 8   | 5   | 7   | 7   | 7   | 4   | 71    |
| 12        | Thomas Flohr             | AF Corse              | 9   | 6   | 8   | 5   | 7   | 7   | 7   | 4   | 71    |
| 13        | Andrew Watson            | Gulf Racing           | 4   | 8   | 9   | 3   | 6   | 10  | 5   |     | 70    |
| 14        | Kei Cozzolino            | MR Racing             | 3   | 4   | 7   | 7   | 10  |     | Rit |     | 45    |
| 14        | Kei Cozzolino            | Red River Sport       |     |     |     |     |     |     |     | 10  | 45    |
| 15        | Olivier Beretta          | MR Racing             | 3   | 4   | 7   | 7   | 10  |     |     |     | 43    |
| 15        | Motoaki Ishikawa         | MR Racing             | 3   | 4   | 7   | 7   | 10  |     |     |     | 43    |
| 16        | Jörg Bergmeister         | Team Project 1        |     |     |     |     |     |     |     | 1   | 38    |
| 17        | Felipe Fraga             | Team Project 1        | 10  | 3   |     |     | 11  | 6   | 8   |     | 32.5  |
| 18        | Laurents Hörr            | Team Project 1        |     |     |     |     | 3   | 4   |     |     | 28    |
| 19        | Bonamy Grimes            | Red River Sport       | 8   | 10  | 10  | 8   | 8   | 8   | 9   | 10  | 26    |
| 20        | Charles Hollings         | Red River Sport       | 8   | 10  | 10  | 8   | 8   | 8   | 9   |     | 24    |
| 20        | Johnny Mowlem            | Red River Sport       | 8   | 10  | 10  | 8   | 8   | 8   | 9   |     | 24    |
| 21        | Khaled Al Qubaisi        | Dempsey-Proton Racing |     |     |     | Rit |     |     |     | 3   | 23    |
| 21        | Jaxon Evans              | Dempsey-Proton Racing |     |     |     |     |     |     |     | 3   | 23    |
| 21        | Marco Holzer             | Dempsey-Proton Racing |     |     |     |     |     |     |     | 3   | 23    |
| 22        | David Heinemeier Hansson | Team Project 1        |     | 7   | 5   | 9   |     |     |     |     | 20    |
| 23        | Augusto Farfus           | Aston Martin Racing   |     |     |     |     |     | 9   | 6   |     | 18    |
| 24        | Alessio Picariello       | Gulf Racing           |     |     |     |     |     |     |     | 5   | 15    |
| 25        | Thomas Preining          | Dempsey-Proton Racing | 11  | 9   | 6   | Rit | 9   |     | NC  |     | 12.5  |
| Posizione | Pilota                   | Team                  | SIL | FUJ | SHA | BHR | COA | SPA | LMS | BHR | Punti |

### Campionato costruttori
Viene assegnato un titolo di campione mondiale per le scuderie di LMP1 e per i team LMGTE. I trofei FIA Endurance sono assegnati ai team LMP2 e LMGTE Am.

#### Campionato costruttori LMP1
I punti vengono assegnati solo alla vettura con posizione finale migliore di ogni costruttore per ogni gara.
| Posizione | Costruttore         | SIL | FUJ | SHA | BHR | COA | SPA | LMS | BHR | Punti |
| --------- | ------------------- | --- | --- | --- | --- | --- | --- | --- | --- | ----- |
| 1         | Toyota Gazoo Racing | 1   | 1   | 2   | 1   | 2   | 1   | 1   | 1   | 241   |
| 2         | Rebellion Racing    | 9   | 3   | 1   | 3   | 1   | 3   | 2   |     | 145   |
| 3         | Team LNT            | 3   | 9   | 4   | Rit |     |     |     |     | 29    |

#### Campionato costruttori GTE
I punti vengono assegnati solo alle due vetture con posizione finale migliore per ogni costruttore.
| Posizione | Costruttore  | SIL | FUJ | SHA | BHR | COA | SPA | LMS | BHR | Punti |
| --------- | ------------ | --- | --- | --- | --- | --- | --- | --- | --- | ----- |
| 1         | Aston Martin | 3   | 1   | 4   | 1   | 1   | 2   | 1   | 4   | 332   |
| 1         | Aston Martin | 5   | 3   | 5   | 3   | 4   | 3   | 3   | 5   | 332   |
| 2         | Porsche      | 1   | 2   | 2   | 5   | 2   | 1   | 5   | 1   | 289   |
| 2         | Porsche      | 2   | 6   | 3   | 6   | 8   | 5   | 6   | 2   | 289   |
| 3         | Ferrari      | 4   | 4   | 1   | 2   | 3   | 4   | 2   | 3   | 250   |
| 3         | Ferrari      | 6   | 5   | 6   | 4   | 5   | 6   | 6   | 7   | 250   |

#### Trofeo endurance costruttori LMP2
| Posizione | Macchina | Team                  | SIL | FUJ | SHA | BHR | COA | SPA | LMS | BHR | Punti |
| --------- | -------- | --------------------- | --- | --- | --- | --- | --- | --- | --- | --- | ----- |
| 1         | 22       | United Autosports     | Rit | 3   | 3   | 1   | 1   | 1   | 1   | 4   | 190   |
| 2         | 38       | Jota Sport            | 5   | SQ  | 1   | 2   | 3   | 4   | 2   | 2   | 152   |
| 3         | 37       | Jackie Chan DC Racing | 4   | 2   | 2   | 3   | 2   | 6   | SQ  | 1   | 136   |
| 4         | 29       | Racing Team Nederland | 3   | 1   | 5   | 5   | 5   | 3   | 6   | 3   | 130   |
| 5         | 36       | Signatech Alpine Elf  | 2   | 6   | 4   | 4   | 6   | Rit | 3   | 5   | 109   |
| 6         | 42       | Cool Racing           | 1   | 5   | Ret | 6   | 4   | 2   | 4   |     | 103   |
| 7         | 47       | Cetilar Racing        | 6   | 7   | 7   | 8   | 8   | 5   | 5   | 6   | 72    |
| 8         | 33       | High Class Racing     | 7   | 4   | 6   | 7   | 7   | 7   | Rit |     | 47    |

#### Trofeo endurance costruttori GTE Am
| Posizione | Macchina | Team                  | SIL | FUJ | SHA | BHR | COA | SPA | LMS | BHR | Punti |
| --------- | -------- | --------------------- | --- | --- | --- | --- | --- | --- | --- | --- | ----- |
| 1         | 83       | AF Corse              | 1   | 2   | 4   | 4   | 4   | 1   | 3   | 2   | 167   |
| 2         | 90       | TF Sport              | 7   | 1   | 1   | Rit | 1   | 3   | 1   | 8   | 154   |
| 3         | 56       | Team Project 1        | 6   | 7   | 5   | 9   | 3   | 4   | 4   | 1   | 118   |
| 4         | 77       | Dempsey-Proton Racing | 5   | 5   | 11  | 6   | 5   | 2   | 2   | 7   | 107.5 |
| 5         | 57       | Team Project 1        | 10  | 3   | 2   | 1   | 11  | 6   | 8   | 6   | 101.5 |
| 6         | 98       | Aston Martin Racing   | 2   | 11  | 3   | 2   | 2   | 9   | 6   | 9   | 100.5 |
| 7         | 86       | Gulf Racing           | 4   | 8   | 9   | 3   | 6   | 10  | 5   | 5   | 85    |
| 8         | 54       | AF Corse              | 9   | 6   | 8   | 5   | 7   | 7   | 7   | 4   | 71    |
| 9         | 88       | Dempsey-Proton Racing | 11  | 9   | 6   | Rit | 9   | 5   | NC  | 3   | 45.5  |
| 10        | 70       | MR Racing             | 3   | 4   | 7   | 7   | 10  |     | Rit |     | 43    |
| 11        | 62       | Red River Sport       | 8   | 10  | 10  | 8   | 8   | 8   | 9   | 10  | 26    |